# Seysses
 Seysses  là một xã thuộc tỉnh Haute-Garonne trong vùng Occitanie tây nam nước Pháp. Xã này nằm ở khu vực có độ cao trung bình 160 mét trên mực nước biển. Xã có cự ly 19 km về phía nam của Toulouse and 5 km về phía bắc của Muret. Dân số năm 2008 là 7.398 người.